# Damian Bungart
Damian Bungart (* 3. Juli 1987 in Wuppertal) ist ein deutscher Unternehmer und ehemaliger Handballtorwart.

## Sportlerkarriere
Bungart erlernte das Handballspielen ab seinem sechsten Lebensjahr bei der Cronenberger TG in Wuppertal. Dort durchlief er alle Jugendmannschaft und spielte bereits als A-Jugendlicher in der Herren-Oberliga. Im Jahr 2004 feierte er mit der B-Jugend seines Heimatvereins, zu der auch Andrej Kogut gehörte, den 3. Platz der Deutschen Meisterschaft.
Im Juli 2006 schloss er sich dem damaligen Regionalligisten LTV Wuppertal an, bevor er 2008 zum Bergischen HC in die 2. Bundesliga wechselte. Mit dem Bergischen HC stieg er im Jahr 2011 in die 1. Bundesliga auf. Zur Aufstiegsmannschaft gehörten unter anderem Hendrik Pekeler und Sebastian Hinze.
Ab 2011 spielte Bungart für die SG Schalksmühle-Halver (2011–2013), die HSG Bergische Panther (2013–2015) und den Leichlinger TV (2015–2017).
Im Jahr 2017 beendete er seine Handballkarriere.

## Ausbildung und Beruf
Bungart wuchs in Wuppertal-Cronenberg auf und besuchte dort das Carl-Fuhlrott-Gymnasium, welches er mit dem Abitur abschloss. Er studierte Journalistik und Unternehmenskommunikation an der University of Europe for Applied Sciences (Campus Iserlohn) und der London Metropolitan University. Das Studium schloss er mit dem Bachelor ab. Es folgte eine Ausbildung zum Redakteur bei der Funke Mediengruppe. Anschließend arbeitete er als Sportjournalist und Leitender Redakteur für einen Verlag in München.
Seinen beruflichen Werdegang setzte er als Managementberater in einer internationalen Unternehmensberatung fort. Nebenberuflich gründete er sein erstes Unternehmen mit dem Schwerpunkt E-Commerce. Heute ist er Unternehmer und Geschäftsführer mehrerer von ihm gegründeten Unternehmen.

## Persönliches
Bungart ist verheiratet, Vater von drei Kindern und lebt in Essen.